# Адолфо Мачадо
Адолфо Мачадо (шп. Adolfo Abdiel Machado; 14. фебруар 1985) панамски је фудбалер. Наступа у америчкој МЛС лиги за Хјустон дајнамо.

## Каријера
У јулу 2008. године Мачадо је отпутовао у Колумбију на пробу у Енвигадо заједно са саиграчем Армандом Купером. Међутим, трансфер није остварен и вратио се у Панаму, где је наставио да игра за Алијансу. Децембра 2008. потписао је уговор са гватемалским клубом Депортиво Маркуенсе. У мају 2010. придружио се Маратону из Хондураса, а у децембру 2010. Мачадо је потписао за гватемалски клуб Комуникасионес.

### Допинг и суспензија
У фебруару 2012. године, Мачадо је заједно са саиграчима Фредијем Томпсоном и Марвином Себаљосом, привремено суспендован од стране ФИФА-е након позитивног теста на забрањену супстанцу болденон. Други тест у лабораторији у Канади потврдио је позитиван допинг тест, а касније је суспендован на две године, до 24. јануара 2014.
Пре него што је забрана играња истекла, потписао је за Сан Франциско у новембру 2013. године, пре почетка сезоне у клаусури 2014. године, али у децембру 2013. Мачадо је позајмљен костариканској Саприси на две сезоне са могућношћу продужења уговора. Дебитовао је првог дана након укидања забране играња због допинга.

## Репрезентација
Дебитовао је за сениорску репрезентацију Панаме 2008. године. Панама је успела први пут да избори пласман на Светско првенство 2018, победом над Костариком од 2:1. Био је уврштен у састав Панаме на Светском првенству у Русији 2018. године и играо је против Туниса у групној фази.

## Голови за репрезентацију
| Број | Датум         | Место               | Противник | Гол | Резултат | Такмичење            |
| ---- | ------------- | ------------------- | --------- | --- | -------- | -------------------- |
| 1.   | 19. јун 2009. | Порт о Пренс, Хаити | Хаити     | 1:1 | 1:1      | Пријатељска утакмица |